# Changavarahalli, Chintamani
Changavarahalli là một làng thuộc tehsil Chintamani, huyện Kolar, bang Karnataka, Ấn Độ.